# John Hamilton (Trompeter)
John „Bugs“ Hamilton (* 15. März 1911 in St. Louis; † 15. August 1947) war ein US-amerikanischer Jazztrompeter.

## Leben und Wirken
Hamilton zog mit 19 Jahren nach New York, wo er zunächst mit Chick Webb und ab 1935 bei Kaiser Marshall spielte. Von 1938 bis 1942 arbeitete er bei Fats Waller, 1943 bei Eddie South. Im selben Jahr erkrankte er an Tuberkulose und kehrte nach St. Louis zurück, wo er 1947 starb. Im Bereich des Jazz war er zwischen 1938 und 1940 an sieben Aufnahmesessions beteiligt.
Er ist nicht mit dem gleichnamigen Jazzmusiker zu verwechseln, der in den 1930er- und 40er-Jahren Holzblasinstrumente u. a. bei Gus Arnheim und Bobby Sherwood spielte.